# Green Cross
Green Cross Corporation (株式会社ミドリ十字; Kabushiki Gaisha Midori Jūji, рус. Зелёный Крест) была одной из ведущих фармацевтических компаний в Японии. 1 апреля 1998 компания была объединена с Yoshitomi Pharmaceutical Co., Ltd. (吉 富 製 薬 株式会社) и переименована в Welfide Corporation (ウ ェ ル フ ァ イ ド 株式会社) с 1 апреля 2000. Наконец, Welfide Corp. и Mitsubishi-Tokyo Pharmaceutical Inc. (三菱 東京 製 薬 株式会社) были объединены с целью создания Mitsubishi Pharma Corporation (англ. Mitsubishi Pharma Corporation) (三菱 ウ ェ ル フ ァ ー マ 株式会社) 1 октября 2001.

## История
Зелёный Крест был основан в 1950 как первый коммерческий банк крови в Японии и стал диверсифицированной международной фармацевтической компанией, производящей препараты для отрасли здравоохранения. Его учредителями были военные преступники, участники пыток и опытов над людьми из отряда 731, такие как подполковник Рёити Найто и командир упомянутого отряда генерал-лейтенант Масадзи Китано

## Продукция
Производимые продукты широко использовались при лечении широкого спектра заболеваний. Помимо поставок цельной крови для переливания, Зелёный Крест также активно занимался разработкой продуктов для производства крови, изучал аспекты свёртывания крови, иммуноглобулин и альбумин. В середине 1960-х стали заниматься не только плазмой, а также сердечно-сосудистыми агентами, коагуляцией, также в сферу деятельности вошли фибринолитические агенты, иммунологические агенты, противовоспалительные агенты, агенты на основе альбумина, которые вместе с компонентами плазмы крови и парентеральным питанием составили более ⅔ от неконсолидированных доходов за 1998; также существенную долю прибыли обеспечивала оптовая продажа диагностических реагентов. В компании было 11 дочерних компаний, по три в США и Японии, по одному в Германии, Великобритании, Барбадосе, Китае и Гонконге. Зарубежные продажи составили 41,9% консолидированных доходов за финансовый 1998 год.

## ВИЧ-инфекции
В конце 1980-х Зелёный Крест и доктор Такэси Абэ были в центре скандала, в котором до 3000 японцев заразились ВИЧ через распространение и использование продуктов крови, которые, как известно, были небезопасными.